# 天主教加尼奧阿總教區
天主教加尼奧阿總教區 （拉丁語：Archidioecesis Gagnoaensis）是科特迪瓦一個羅馬天主教教省總教區，下轄三個教區。是該國四個總教區之一。

## 歷史
1956年6月25日設加尼奧阿教區，1994年12月19日升為總教區。

## 現況
總教區包括南邦達馬區和弗羅馬格爾區，2006年有教友144,000人（佔轄區總人口10.1%）、卅四個堂區、114名司鐸。現任總主教為若瑟‧阿凱‧亞波。